# Festival de Ribeauvillé
Le Festival international de Musique Ancienne de Ribeauvillé est un festival de musique ancienne qui se tient tous les ans à Ribeauvillé en Alsace.
Il est l'un des plus anciens festivals de France, fondé en 1984 par un groupe de mélomanes passionnés par la redécouverte des œuvres de la Renaissance et du baroque, sous l’impulsion d’Éliette Schneider.
En 2019, pour sa 36e édition, le festival change de nom pour devenir le Festival de Ribeauvillé.

## Principaux artistes des éditions précédentes
- 1984 : Jordi Savall & Hesperion XX, André Isoir
- 1985 : Michel Chapuis, Ton Koopman, Jill Feldman
- 1986 : La Grande Écurie et la Chambre du Roy, Henri Ledroit
- 1987 : Isabelle Poulenard, Agnès Mellon, Anthony Rooley & The Consort of Musicke
- 1988 : Jean-Claude Malgoire, Chiara Banchini
- 1989 : James Bowman, Gérard Lesne & Il Seminario Musicale, Christophe Coin, Dominique Vellard & Ensemble Gilles Binchois
- 1990 : Nancy Argenta & Purcell Quartett, Philippe Herreweghe & Collegium Vocale Gent
- 1991 : Marcel Pérès & Ensemble Organum, René Jacobs & Concerto Vocale
- 1992 : William Christie & Les Arts Florissants, Roberto Festa & Ensemble Daedalus, Peter Phillips & The Tallis Scholars
- 1993 : Arlette Steyer & Maîtrise des Garçons de Colmar, Martin Gester & Le Parlement de Musique
- 1994 : Konrad Junghänel & Cantus Cölln, Jordi Savall & Hesperion XX, Gérard Lesne & Il Seminario Musicale
- 1995 : Joël Cohen & Camerata de Boston, Peter Phillips & The Tallis Scholars
- 1996 : Delphine Collot & Ricercar Consort, Rinaldo Alessandrini & Concerto Italiano, Bernard Fabre-Garrus & A Sei Voci
- 1997 : Denis Raisin-Dadre & Doulce Mémoire, Gabriel Garrido & Ensemble Elyma, Hervé Niquet & Le Concert Spirituel
- 1998 : Françoise Lasserre & Akadêmia, Andreas Scholl & Akademie für Alte Musik Berlin
- 1999 : Hugo Reyne & La Simphonie du Marais, Antoine Guerber & Diabolus in Musica, Roland Wilson & Musica Fiata
- 2000 : Jean-Christophe Spinosi & Ensemble Matheus, Brigitte Lesne & Discantus, Rheinhard Goebel & Musica Antiqua Köln
- 2001 : Patrick Cohen-Akenine & Les Folies Françoises, Philippe Pierlot & Ricercar Consort, Teresa Paz & Ars Longa
- 2002 : Dominique Visse & Ensemble Clément Janequin & Les Saqueboutiers de Toulouse
- 2003 : Jean Tubéry & La Fenice, Vincent Dumestre & Le Poème Harmonique
- 2004 : Hervé Niquet & Le Concert Spirituel, Paul van Nevel & Huelgas Ensemble
- 2005 : Dominique Visse & Ensemble Clément Janequin, Martin gester & Le Parlement de Musique
- 2006 : Concerto Kölln, Claudio Cavina & La Venexiana
- 2007 : Konrad Junghänel & Cantus Cölln, Benoît Haller & La Chapelle Rhénane
- 2008 : Kenneth Weiss, Joseph Cabré & La Compagnie Musicale, Dirk Snellings & Capilla Flamenca
- 2009 : Pedro Memelsdorff & Mala Punica, Dominique Vellard & Ensemble Gilles Binchois, Jean Tubéry & La Fenice,
- 2010 : Patrizia Bovi & Micrologus, Roberto Festa & Ensemble Daedalus, Marcel Pérès & Ensemble Organum
- 2011 : Benjamin Alard, Paolo da Col & Ensemble Odhecaton
- 2012 : Denis Raisin-Dadre & Doulce Mémoire, Albert Recanens & La Grande Chapelle
- 2013 : Thomas van Essen & Les Meslanges, Anne Azéma & The Boston Camerata[4]
- 2014 : Jérôme Corréas & Les Paladins, Christophe Rousset & Les Talens Lyriques, Antoine Touche & L’Escadron Volant de la Reine
- 2015 : Bertrand Cuiller & Le Caravansérail, Frédérick Haas & Ausonia, Stephen Rice & The Brabant Ensemble
- 2016 : François Joubert-Caillet & L'Achéron, Julien Freymuth & Sestina Consort
- 2017 : Guillaume Olry & Ensemble Non Pareilhe, Tobias Wicky & Voces Suaves, Simon-Pierre Bestion & La Tempête
- 2018[5] : Jean Tubéry & La Fenice, Lionel Meunier & Vox Luminis, Alix Boivert & The Curious Bards

## Lieux des concerts
- Église Saint-Grégoire de Ribeauvillé
- Église du Couvent de Ribeauvillé
- Église protestante de Ribeauvillé
- Le Parc – Scène de Ribeauvillé